# Yoshida-Shintō
Yoshida-Shintō (japanisch 吉田神道) oder Urabe-Shintō (卜部神道) ist eine Schule des Shintō, die von Yoshida Kanetomo (吉田兼倶; 1435–1511) in der zweiten Hälfte des 15. Jahrhunderts entwickelt und dann von seiner Familie weiter betrieben wurde. Yoshida Kanetomo nannte den Yoshida-Shintō yuiitsu shintō („(der) eine und einzige Shintō“), sōgen shintō („ursprünglicher Shintō“) und genpon sōgen shintō („fundamentaler und ursprünglicher Shintō“).
Es handelt sich dabei um eine erstmalige Systematisierung von Shintō-Traditionen durch die Yoshida-Familie, einem Zweig der Urabe-Familie, die am kaiserlichen Hof als Spezialisten für Schildkrötenpanzer-Wahrsagerei zuständig waren und durch Vererbung der Priester-Ämter dem Yoshida-Schrein und dem Hirano-Schrein in Kyōto vorstanden.
Diese Schule, das erste Beispiel eines kohärenten Shintō-Systems nach Einführung des Buddhismus in Japan, welches erstmals auch den Begriff Shintō zur Bezeichnung der eigenen religiösen Ideen benutzte, gilt als eine der einflussreichsten in der historischen Entwicklung des Shintō.

## Geschichte
Die Lehren des Yoshida-Shintō wurden von Kanetomo zuerst 1470 im Sōgen Shintō seishi niedergeschrieben. Das Werk entstand vermutlich zur Zeit des Ōnin-Kriegs, der zur Zerstörung des Anwesens der Yoshida-Familie (1467) und des Yoshida-Schreins (1477) in Heian-kyō führte. Kanetomo war außerdem seit 1467 Vize-Intendant des zentralen Shintō-Amtes (jingikan), der erste Meilenstein in seiner Karriere zu einem der wichtigsten Schlüsselfiguren für die Entwicklung und Propagierung des Shintō im Zusammenhang mit staatlichen Angelegenheiten, auf deren Höhepunkt er das alleinige Recht hatte, Menschen in den Rang von kami zu erheben. 1476 bezeichnete er sich selbst als „Kopf des Shintō“ (Shintō chōjō).
Die Vervollständigung der Theorie des Yoshida-Shintō findet sich in Kanetomos Werk Yuiitsu shintō myōbō yōshū, das vermutlich um 1484 entstand. In dieser Schrift stellt Kanetomo den zeitgenössischen Shintō dar als Beziehungssystem ursprünglicher Essenzen heiliger (buddhistischer) Wesenheiten und ihrer manifesten Spuren als kami (honjaku engi) sowie religiöser Praktiken basierend auf den zwei fundamentalen Mandalas des esoterischen Shingon-Buddhismus (vgl. Ryōbu-Shintō). Im Gegensatz dazu sei der Yoshida-Shintō die ursprüngliche und fundamentale Form des Shintō, mit Kunitokotachi no mikoto als oberster Gottheit, dessen Lehren auf die ursprüngliche Verfasstheit des Kosmos vor der Spaltung in Yin und Yang (onmyō fusoku no gengen) und der Entstehung des ersten Gedankens (ichinen mishō no honpon) verweisen. Außerdem sei das Verhältnis der kami zu den Buddhas genau umgekehrt: Letztere seien die ausländischen Spuren der einheimischen Götter Japans.
Seine Blütezeit erlebte der Yoshida-Shintō erst nach dem Tod Yoshida Kanetomos mit der Errichtung des Tokugawa-Shōgunats unter Shōgun Tokugawa Ieyasu bis zur Edo-Zeit, als der Ise-Shintō eine Renaissance erfuhr und die neue Schule des Yoshikawa-Shintō sich zu entwickeln begann. Die Autorität des Yoshida-Shintō der Yoshida-Familie und des Yoshida-Schreins, Kami und Schreine ohne traditionelle Bindungen zum Kaiserhaus nach Rängen einzuteilen, Shintō-Rituale zu regulieren und Lizenzen zur Ausübung des Shintō-Priesteramts auszustellen dauerte allerdings noch bis zur Meiji-Restauration, als neue Lehren dominant wurden (insbesondere die Kokugaku-Bewegung und der Fukko-Shintō (Restaurations-Shintō)) und das Recht der Yoshidas zur Vergabe von Schrein-Rängen der neuen Zentral-Regierung zufiel.

## Religiöse Lehren
Die Lehren des Yoshida-Shintō sind exoterischer (allgemeinzugänglicher und -verständlicher) und esoterischer (geheimer) Natur. Die exoterischen Quellen bestehen aus den klassischen japanischen Schriften, wie dem Kojiki und dem Nihonshoki, in denen die Genese des himmlischen und des irdischen Reiches, das göttliche Zeitalter und die Abstammungslinien der japanischen Herrscher dargestellt werden. Darüber hinaus beinhaltet die exoterische Lehre auch die Verehrung der kami des Himmels und der Erde (tenjin chigi) und menschlicher Geister (jinki) sowie Rituale körperlicher Reinigung (harae und misogi).
Die esoterischen Quellen, die nur innerhalb der Yoshida-Familie weitergegeben wurden, sind komplizierterer Natur und zielen auf seelische Reinigung ab, indem sie im ganzen Kosmos Dreiteilungen aufzeigen, die im Wesentlichen der Durchdringung der drei Wesenheiten Himmel, Erde und Mensch durch den Shintō entsprechen.
Obwohl Kanetomo vehement die Ursprünglichkeit seiner neuen Shintō-Lehren behauptete, sind sowohl seine religiösen und philosophischen Theorien sowie die religiösen Praktiken eindeutig beeinflusst durch den esoterischen Buddhismus (insbesondere Shingon-shū und Tendai-shū), die chinesisch inspirierte japanische Kosmologie (Onmyōdō) und daoistische Ideen, die in der Praxis der stark synkretistisch ausgeprägten Glaubenswelt des mittelalterlichen Japans gerecht wurden. In der Edo-Zeit wurde der Yoshida-Shintō aus diesen Gründen von Kritikern auch als buddhistisch gescholten.